# Браун, Хью
Хью Джунор Браун (англ. Hugh Junor Browne, 1829, Эдинбург, Шотландия, Британская империя — 3 декабря 1905, Саут-Ярра, Мельбурн, Виктория, Австралия) — австралийский спиритуалист, биограф, журналист и винодел шотландского происхождения. Публицист, автор большого количества статей и книг по спиритуализму и оккультизму.

## Биография
Хью родился в 1829 году в Эдинбурге, Шотландия, в семье священника церкви Шотландии Арчибальда Брауна и его супруги Марты, — дочери главы этой церкви из клана Мэтисон. Отец получил известность за свои усилия по защите прав рабов на сахарных плантациях в Демераре, колонии Нидерландов, за что ему там со временем был установлен памятник. Образование Хью Джунор получил в школах Англии и Шотландии.

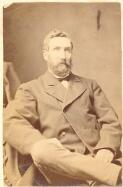
Молодой Хью Браун

После школы Браун два года изучал медицину, несколько лет юриспруденцию, однако, по мнению биографов, посчитав последнюю «угнетающе скучной», в итоге, в возрасте 21 года, так и не доучившись, Хью начал разводить домашний скот в Натале, — республике буров. Фермерство на ранних порах приносило Брауну полное удовлетворение (на фоне угрозы вторжения в колонию племени зулусов Браун даже был избран руководителем добровольческой стрелковой бригады), однако не приносило прибыли.
Чтобы заработать денег Браун отправился в Австралию, где в это время в штате Виктория началась золотая лихорадка. На вырученные от золотодобычи деньги Хью основал кирпичный завод в Брансуике, пригороде Мельбурна, но это его начинание не принесло успеха. Он также открыл магазин в Форест-Крик.
Совершив краткосрочный визит на Британские острова, Хью Джунор отправился оттуда в Викторию с 16-летней дочерью девонширского священника Элизабет, которая стала его женой. Там Браун продал свой магазин и отправился обратно в Африку. В Натале он занимался разведением сахарных культур на плантациях совместно с Джеймсом Уиллером, будущим членом законодательного совета Виктории. Два года спустя он смог купить корабль, на котором снова прибыл в Викторию. Данный корабль получилось крайне выгодно продать, также как и груз сахара на его борту. На полученные деньги пара купила имение члена законодательного совета Новой Зеландии Уильяма Кенни в Бродмидоуз. Там Хью стал членом дорожного совета и коллегии магистратов пригорода.
Вскоре после становления членом совета Браун создал винный завод в районе моста принцев. Успех данного предприятия сделал Хью Джунора богатым и хорошо известным человеком к концу 1870-х годов, а в следующем десятилетии он отошёл от дел, оставив бизнес своему сыну Колину Мэтисону. Фирма, получившая название «Australian and Barley Bree Distillers» была выгодно продана в 1889 году, и Хью Браун перебрался вместе со своей семьёй через Америку в Европу, где жил большую часть своей оставшейся жизни. Незадолго до смерти он вернулся в Викторию, в Саут-Ярру.
После смерти Хью Брауна 3 декабря 1905 года, его имущество было продано за 37 473 фунта стерлингов.

## Спиритуализм
Хью был известным спиритуалистом, будучи глубоко религиозен. С детства он воспитывался как пресвитерианин, но позже утверждал, что ещё тогда сомневался в этой вере. В 1860-х он окончательно разуверился в возможности примирения науки и религии, особенно в том, что касается отношения к бессмертию. В 1874 году Хью посетил сеанс американского медиума Чарльза Генри Фостера, который приезжал в Австралию со своим спиритическим сеансом. После чего утверждал, что смог пообщаться с отцом, который умер в 1843 году.
После этого он окончательно уверился в этой вере и в возможности своего общения с духами. Он стал писать статьи в ежемесячный спиритуалистский и оккультный журнал «Вестник света» (англ. Harbinger of Light).
Свою веру он пропагандировал интенсивно, даже пытался доказать научность спиритуализма Королевскому обществу Виктории, крупнейшему и старейшему научному сообществу в колонии, чьим членом он являлся. Он регулярно проводил сеансы, иногда нанимая медиума (реже им была его дочь Пэтти) у себя дома в Мельбурне, а также утверждал, что общался с умершими друзьями и родственниками во время своих поездок по Америке.

## Сочинения

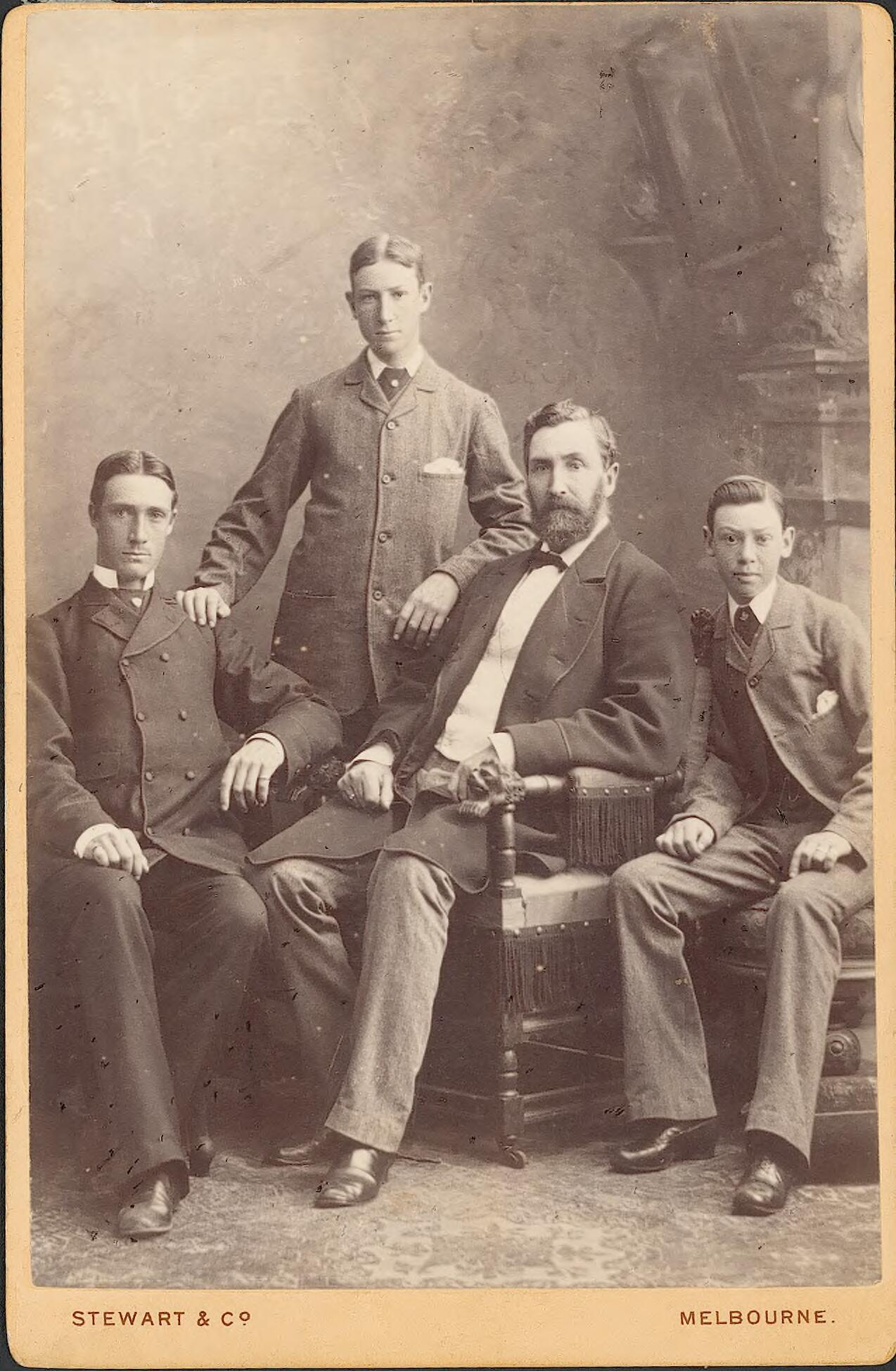
Хью Браун со старшими сыновьями

После того, как Хью окончательно уверовал в возможность общения с духами в 1876 году, он написал книгу, изданную в Лондоне — «The Holy Truth; or, the Coming Reformation, universal and eternal because founded on demonstrable truth. Science and religion reconciled». В 1879 году Браун издал книгу «Rational Christianity, the Religion of Humanity», на которую в следующем году вышла рецензия в издании The Jewish Herald. В ней автор положительно оценил способности Хью Брауна к интерпретации библейских текстов. В 1892 году в Манчестере Хью выпустил собственную автобиографию — «Reasons for the Hope That is in Me». Свои спиритуалистские эксперименты он записывал. Часть материала попала в посмертную книгу американского парапсихолога Фредерика Майерса 1907 года — Human Personality and Its Survival of Bodily Death, которая считается классикой спиритуалистской литературы.

## Семья
Хью Браун был женат на Элизабет-Элис Браун, в девичестве Тёрнер (англ. Elizabeth Alice Browne (Turner)), дочери священника. В их семье было одиннадцать детей, среди которых была Элизабет Марта Энн Браун более известная в сокращённом варианте как Пэтти. Она против воли отца вышла замуж за будущего главного секретаря Виктории, а затем премьер-министра Австралии Альфреда Дикина. Этот брак лишил Пэтти приданого, но отец не стал всё же разрывать отношения с дочерью окончательно. Двое сыновей Хью погибли молодыми, путешествуя на яхте. Одна дочь, Хелен Грейс, вышла замуж за доктора У. Х. Фосетта; другая, Алиса Кэтрин, была замужем сначала за Уильямом Платтсом, владельцем инженерного завода в Шеффилде, а затем за доктором Джоном Генри Рэнкином. Ещё один сын Хью стал пресвитерианским священником и автором ряда книг. Судьба остальных детей неизвестна.

## Первоисточники
- H. J. B. (Browne Hugh Junor). The Holy Truth; or, the Coming Reformation, universal and eternal because founded on demonstrable truth. Science and religion reconciled. With a portrait (англ.). — London: Hall & Company, 1876. — 436 p.
- H. J. B. (Browne Hugh Junor). A Rational Faith; Or, A Scientific Basis for Belief in a Future Progressive State Versus Faith in Traditions and Dogmas Irreconcilable with Reason: Being a Reprint of «Reasons for the Hope that is in Me» and Other Pamphlets, Etc (англ.). — Manchester: George Robertson[англ.], 1892. — 158 p.